# Blackwall Tunnel
De Blackwall Tunnel is een paar tunnels onder de Theems in Londen. De beide tunnels verbinden de London Borough of Tower Hamlets met de Royal Borough of Greenwich, en maken deel uit van de A102. De noordelijke toerit ligt net ten zuiden van East India Dock Road (A13) in Blackwall; de zuidelijke toeritten liggen net ten zuiden van The O2 (voorheen de Millennium Dome) op het schiereiland Greenwich Peninsula. Voor de opening van de Dartford Tunnel in 1963 was de Blackwall Tunnel de meest oostelijke oeververbinding voor voertuigen met uitzondering van veerboten.
De noordelijke toerit staat in verbinding met de A12, de zuidelijke met de A2. Hierdoor is de tunnel een belangrijke link voor zowel lokaal of regionaal verkeer tussen het noorden en het zuiden van de rivier. Dit is een belangrijke route naar het centrum van Londen vanuit Zuidoost-Londen en Kent.

## Geschiedenis

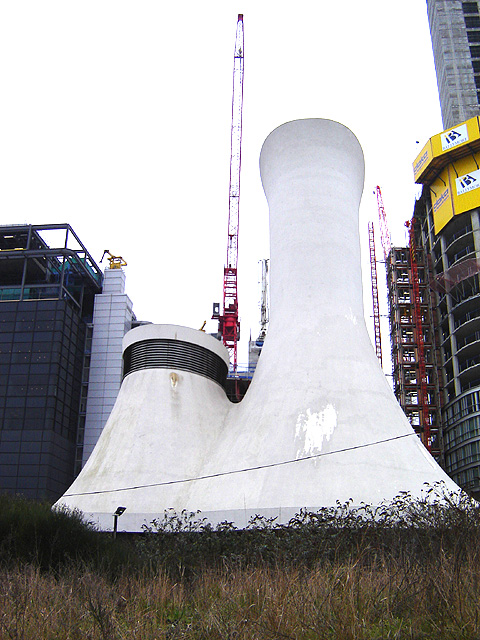
De noordelijke ventilatietorens voor de nieuwe Blackwall Tunnel

De oudere westelijke tunnel is ontworpen door Sir Alexander Binnie en gebouwd tussen 1892 en 1897. De opdracht is oorspronkelijk gegeven door de Metropolitan Board of Works maar de verantwoordelijkheid kwam te liggen bij de London County Council toen de Board of Works werd afgeschaft in 1889. Het project kostte destijds £1,4 miljoen en zeven mensenlevens tijdens de bouw. De tunnel werd geopend door de Prince of Wales op 22 mei 1897.
Het was op dat moment de langste tunnel onder water met een lengte van 1.344 meter. De tunnel is gebouwd met behulp van het tunnelschild en perslucht. De pionier van de schildtechniek James Henry Greathead trad op als adviseur. Sir Joseph Bazalgette, de architect van het gigantische rioolnetwerk van Londen en meerdere andere belangrijke projecten, was ook betrokken tijdens de voorbereiding. Om ruimte te maken moesten meer dan 600 woningen afgebroken worden.
De westelijke tunnel wordt alleen gebruikt voor verkeer in noordelijke richting en is niet toegankelijk voor voertuigen hoger dan 4 meter.
De zuidelijke toerit is gebouwd met rode baksteen. De tunnel heeft enkele scherpe bochten. De reden hiervoor is dat men bang was dat paarden zouden schrikken van het daglicht aan het einde van de tunnel. De bochten kunnen gebouwd zijn om funderingen te ontwijken of om niet door massagraven voor mensen met de builenpest te hoeven graven.
De tunnel heeft twee rijstroken, maar hogere voertuigen moeten op de linker rijstrook blijven omdat anders het gevaar ontstaat dat de bovenkant van het voertuig het dak van de tunnel zou raken.
De nieuwe oostelijke tunnelbuis werd geopend op 2 augustus 1967, is breder en hoger en heeft geen scherpe bochten. De ventilatietorens werden ontworpen door Terry Farrell in zijn tijd als architect voor de London County Council. De noordelijke torens staan in Blackwall, de zuidelijke staan bij de Millennium Dome. De torens kregen de monumentenstatus in 2000.
Anno 2015 bestaan er vergevorderde plannen voor een nieuwe tunnel om de Blackwall Tunnel te ontlasten: de Silvertown Tunnel.

## Dichtstbijzijnde alternatieven
De dichtstbijzijnde alternatieve kruisingen van de Theems voor gemotoriseerd verkeer zijn de Rotherhithe Tunnel vijf kilometer naar het westen, de Woolwich Ferry drie kilometer naar het oosten en de Dartford Crossing, ongeveer 20 kilometer naar het oosten.